# Rurik Ekroos
Artur Rurik Ekroos, född 28 april 1902 i Helsingfors, död 23 december 1977 på samma ort, var en finländsk skådespelare, teaterregissör och teaterchef.
När Ekroos var sexton år började han vid Svenska Teaterns elevskola. Mellan 1920 och 1938 var han sedan anställd vid Svenska Teatern, och mellan 1938 och 1941 vid Åbo svenska teater. Åren 1941–1947 var han vid Wasa Teater, från 1943 också som regissör och teaterchef. Han var därefter chef för Åbo svenska teater åren 1947–1957 och tillförordnad chef 1959–1960, innan han återvände till Svenska Teatern, där han var engagerad åren 1961–1969. Han tilldelades Pro Finlandia-medaljen 1954.
Ekroos kunde spela allt från lätt komedi till karaktärsroller, och medverkade även i flera finländska filmer och tv-produktioner.
Han var från 1940 gift med den svenska sångerskan Hilde Nyblom (1908–2009). Makarna är begravda på Katolska kyrkogården i Stockholm.

## Teater

### Roller
| År   | Roll                            | Produktion                                                                       | Regi               | Teater                       |
| ---- | ------------------------------- | -------------------------------------------------------------------------------- | ------------------ | ---------------------------- |
| 1920 | Prinsen                         | Prinsessans visa Anna Wahlenberg                                                 | Gustaf Nessler     | Svenska Teatern, Helsingfors |
| 1920 | Richard Sibley                  | Milstolpar (Milestones) Arnold Bennett                                           | Helge Wahlgren     | Svenska Teatern, Helsingfors |
| 1926 | Rabier                          | De nya herrarna (Les Nouveaux Messieurs) Robert de Flers och Francis de Croisset | Harry Roeck-Hansen | Svenska Teatern, Helsingfors |
| 1929 | Jakob Krokfinger En gatusångare | Tiggaroperan (Die Dreigroschenoper) Bertolt Brecht och Kurt Weill                | Nicken Rönngren    | Svenska Teatern, Helsingfors |
| 1938 | Vinaigre Brigode                | Madame Sans-Gêne Victorien Sardou och Émile Moreau                               | Mia Backman        | Svenska Teatern, Helsingfors |